# Platypsecas razzabonii
Platypsecas razzabonii là một loài nhện trong họ Salticidae.
Loài này thuộc chi Platypsecas. Platypsecas razzabonii được Lodovico di Caporiacco miêu tả năm 1955.